# Yoshitaka Fujisaki
Yoshitaka Fujisaki (藤崎 義孝, Fujisaki Yoshitaka) est un footballeur japonais né le 16 mai 1975.